# Gerhard Oesten
Gerhard Oesten (* 22. Mai 1947 in Lübeck) ist ein deutscher Forstwissenschaftler. Er war bis zu seiner Pensionierung 2012 Professor an der Albert-Ludwigs-Universität Freiburg und Direktor des Zentrums für Erneuerbare Energien.

## Leben
Gerhard Oesten studierte ab 1968 Forstwissenschaften in Freiburg und schloss das Studium 1972 mit dem Diplom ab. Anschließend promovierte er 1979 am Institut für Forsteinrichtung und Forstliche  Betriebswirtschaft der Universität Freiburg bei Gerhard Speidel (1923–1992). Seine Dissertation verfasste er zum Thema Untersuchungen zur Sozialisation von Nachwuchsmitgliedern für die Forstverwaltungen und erhielt dafür das Prädikat summa cum laude.
Von 1978 bis 1980 war er Forsteinrichter bei den Forstämtern Wehingen und Breisach und von 1987 bis 1989 Leiter des Staatlichen Forstamtes Karlsruhe-Hardt.
Gleichzeitig setzte er seine wissenschaftliche Arbeit fort. Von 1980 bis 1986 war er Hochschulassistent und Research Associate am Department of Forestry and Resource Management der University of California, Berkeley, USA.
Ab 1989 war Oesten Professor für Forsteinrichtung und Forstliche Betriebswirtschaft an der Universität Freiburg und zugleich Direktor des Instituts für Forstökonomie. Er war Dekan der Forstwissenschaftlichen Fakultät und Sprecher des Graduiertenkollegs Sozioökonomie der Waldnutzung in den Tropen und Subtropen. Von 1999 bis 2003 war er Prorektor der Albert-Ludwigs-Universität Freiburg und von 2007 bis zu seiner Pensionierung 2012 geschäftsführender Direktor des Zentrums für Erneuerbare Energien (ZEE).
Im September 2010 übernahm er gemeinsam mit Niko Paech für zwei Jahre den Vorsitz der Vereinigung für Ökologische Ökonomie, von 2012 bis 2014 sowie 2016 bis 2018 war er als Beisitzer im Vorstand tätig. Gerhard Oesten war Mitglied der Bürgerinitiative Pro Kulturhauptstadt Freiburg.

## Arbeit

### Forschung
Oesten forscht zur Dogmengeschichte und methodologischen Grundfragen, zum Management von staatlichen, kommunalen und privaten Forstbetrieben und zur Forstlichen Planung. Er beschäftigt sich mit der Sozio-Ökonomie von Tropenwäldern, insbesondere zur Verringerung von Emissionen aus Entwaldung und zerstörerischer Waldnutzung (REDD Prozess), und Bioenergie. Einer seiner Assistenten war Michael Flitner.